# La meravigliosa favola di Cenerentola
La meravigliosa favola di Cenerentola (Sinderella Kül Kedisi) è un film turco del 1971 prodotto dalla Murat Film e diretto da Süreyya Duru, trasposizione della celebre fiaba di Charles Perrault con Zeynep Değirmencioğlu e Suna Selen. 
Preceduto da La meravigliosa favola di Biancaneve (1970) e Ayşecik ve sihirli cüceler rüyalar ülkesinde (1971), il film è il terzo ed ultimo capitolo di una trilogia di pellicole a tema fiabesco con protagonista la giovane stella del cinema turco Zeynep Değirmencioğlu, sceneggiata da Hamdi Değirmencioğlu, padre dell'attrice. 

## Trama
La bella e buona Cenerentola dopo la morte del padre è costretta a vivere come una serva nella sua stessa casa, vessata continuamente dalla scellerata matrigna e dalle sorellastre Anastasia e Genoveffa. Ad aiutarla e confortarla ci sono le tre nanette Perlina, Fiorina e Zurlina, un ragazzo zoppo di nome Lapo e il suo amato cagnolino. 
Un giorno, davanti alla casa di Cenerentola, si presenta una povera viandante, che viene scacciata in malo modo dalle due sorellastre; prima che se ne vada però viene fermata da Cenerentola che le regala l'unico panino concessole come pranzo dalla matrigna. Nel frattempo il principe del regno si reca nel bosco per chiedere consiglio ad una vecchia fattucchiera. Egli è afflitto da uno strano sogno, in cui insegue per i boschi una bella ninfa dei laghi. Per porre fine ai suoi tormenti il re indice un ballo affinché suo figlio trovi una sposa. Alla casa di Cenerentola fervono i preparativi per la grande occasione; la fanciulla chiede alle due sorelle il permesso di potersi recare con loro al ballo e queste accettano con riluttanza regalandole un loro vecchio abito. 
Arriva la sera della festa. Cenerentola euforica segue le due sorelle nella carrozza, ma le due hanno in mente di giocarle un brutto tiro. Infatti, proprio mentre sta per salire in carrozza, la matrigna spinge Cenerentola nel fango lasciandola da sola a piangere sotto la pioggia. Le sue tre amiche corrono da lei a confortarla, quando proprio in quel momento si materializza davanti a loro una fata. Questa altri non è che la vecchia viandante, oltre che la fattucchiera del bosco; e le spiega che di tanto in tanto si reca a far visita a qualche brava ragazza e che quella sera ha scelto proprio Cenerentola. La buona fata trasforma una zucca e delle colombe in una carrozza trainata da cavalli, dopodiché muta il fedele cane di Cenerentola, due conigli e le tre nanette in un cocchiere con valletti in livrea. Infine dona a Cenerentola uno splendido abito color lilla e due scarpine di cristallo, ammonendola però che la sua magia avrà fine a mezzanotte. 
La giovane si reca al ballo della reggia, presentandosi come "la Principessa delle montagne incantate". Il principe vedendola rimane folgorato, riconoscendo in lei la ninfa del sogno, e balla con lei per tutta la sera. Anche le amiche di Cenerentola ballano con i tre nanetti giullari di corte. Ma giunge infine la mezzanotte e Cenerentola è costretta a fuggire, proprio mentre il principe le stava dichiarando il suo amore, lasciando dietro di sé solo una delle sue scarpine di cristallo. 
Il principe, ossessionato dal ricordo della fanciulla, si reca nuovamente dalla fattucchiera, che gli dà l'idea di far provare la scarpetta a tutte le ragazze del regno per trovarne la proprietaria. Gli emissari del re, dopo aver passato in rassegna tutte le fanciulle del regno, arrivano alla casa di Cenerentola, dove fanno provare la scarpetta alle due sorellastre della ragazza, ma senza successo. Ma proprio mentre se ne stanno andando vengono fermati da Lapo, che li avverte della presenza di un'altra giovane; esce quindi allo scoperto Cenerentola, che riesce finalmente a provare con successo la scarpina. Dopo aver perdonato anni di cattiverie alla sua crudele famiglia, Cenerentola viene scortata a palazzo dove può infine ricongiungersi con il principe.

## Personaggi
- Cenerentola: è una dolce e tenera fanciulla dal cuore d'oro costretta a vivere una vita difficile; infatti viene maltrattata e umiliata dalla matrigna e dalle sorellastre. Nonostante questo non perde mai la sua bontà e la speranza in un futuro migliore.
- Il Principe: è il figlio del re. È buono, onesto e altruista. È continuamente ossessionato da una ragazza che ha visto in sogno. Quando incontra Cenerentola al ballo riconosce in lei la ragazza del sogno e se ne innamora al punto che quando lei scappa a mezzanotte fa di tutto per ritrovarla.
- Fata: è una fata che si presenta sotto mentite spoglie, infatti si presenta per la prima volta con l'aspetto di una viandante. Aiuta Cenerentola ad andare al ballo e aiuta con l'aspetto di una vecchia maga anche il Principe a ritrovarla.
- Perlina, Fiorina e Zurlina: sono tre nanette amiche fidate di Cenerentola, sempre pronte ad aiutarla. Si innamorano dei giullari del re.
- Lapo: è un pastore zoppo amico di Cenerentola, che è sempre pronto ad aiutare.
- Re: padre del Principe e sovrano del regno. Vuole molto bene al figlio e la cosa che più desidera è vederlo felice.
- Matrigna: è la matrigna di Cenerentola. È cattiva, invidiosa e arrogante; odia la figliastra per la sua bellezza e per questo la maltratta come una schiava e la punisce in ogni modo possibile.
- Anastasia e Genoveffa: Sono le sorellastre di Cenerentola. Sono viziate, capricciose e non perdono occasione per umiliare la sorellastra.

## Produzione
Il film rappresenta l'ultimo capitolo della trilogia delle Fiabe di Ayşecik interpretata da Zeynep Değirmencioğlu. Nello stesso anno Değirmencioğlu interpretò inoltre Hayat Sevince Güzel, un libero adattamento di Pollyanna ambientato negli anni settanta in Turchia. 
Nel corso della sua carriera Zeynep Değirmencioğlu interpretò circa quaranta film vestendo i panni di Ayşecik (Piccola Ayse), una sorta di stereotipo della brava ragazza acqua e sapone della porta accanto. La maggior parte di questi film vennero sceneggiati dal padre dell'attrice, Hamdi Değirmencioğlu.
Dalle due pellicole precedenti ritornò anche Suna Selen, interpretando questa volta il ruolo della buona fata anziché l'antagonista. Mentre il cane di Cenerentola è lo stesso presente anche nel film ispirato a Il mago di Oz. Vennero aggiunti anche qui dei nanetti come comprimari, interpretati stavolta da altri attori. Figura inoltre nel ruolo del principe Sertan Acar, fratello del calciatore Serkan Acar, futuro marito di Zeynep Değirmencioğlu.
Mentre il primo capitolo della serie si rifaceva alla versione Disney della storia, questo film è un adattamento abbastanza fedele, seppur con qualche variazione, della fiaba di Charles Perrault. Non mancano comunque alcuni riferimenti al lungometraggio Disney del 1950, come il primo tentativo fallito di Cenerentola di recarsi al ballo, impedito dalla matrigna. 

## Distribuzione

### Date di uscita
- 1971 in Turchia
- ottobre 1972 in Italia

### Edizione italiana
Così come La meravigliosa favola di Biancaneve, anche la versione italiana di questo film fu prodotta dalla Clodio Cinematografica. Il doppiaggio venne nuovamente effettuato dalla Società Attori Sincronizzatori, sotto la direzione di M. Visconti; le doppiatrici di Değirmencioğlu e Selen furono sostituite, da Daniela Goggi, Nora Orlandi e Adriana De Roberto mentre ritornarono Isa Di Marzio e Gianni Giuliano in ruoli simili ma su attori diversi. Anche questa volta la colonna sonora originale venne sostituita da un nuovo commento musicale ad opera di Gianni Mazzucca; alcune delle musiche di sottofondo furono riutilizzate dal precedente film. Le canzoni vennero eseguite da Nora Orlandi e dal suo coro di voci bianche "I monelli", sotto la direzione di Nicola Samale, per Edizioni Musicali C.A.M.. Contrariamente al film precedente non venne pubblicato alcun LP o singolo contenente le canzoni del film.

### Edizioni home video
Il film è stato pubblicato in VHS dalla Cine Video International.